# Kleine rooddij-bladloper
De kleine rooddij-bladloper (Chalcosyrphus valgus) is een vliegensoort uit de familie van de zweefvliegen (Syrphidae). De wetenschappelijke naam van de soort is voor het eerst geldig gepubliceerd in 1790 door Gmelin.